# Marcos de Obregón
Las relaciones de la vida del escudero Marcos de Obregón es una novela publicada en 1618, obra del escritor español Vicente Espinel.
La obra se divide en tres relaciones, cada una de las cuales consta de capítulos, denominados descansos; la primera relación tiene veinticuatro descansos; la segunda, catorce y la tercera, veintiséis. Encuadrada generalmente dentro del marco de la novela picaresca, la obra narra como biografía en primera persona las agitadas andanzas de Marcos de Obregón, escudero, que inicia su relato  como un hombre muy viejo que vive recogido en un hospital madrileño. Este anciano retirado se presenta como ensalmador y tiene fama de curar  enfermedades  con  oraciones. La novela se inicia cuando recuerda haber entrado solo pocos años antes al servicio del doctor Sagredo, y de su voluble esposa, doña Mergelina de Aybar quien reaparecerá en forma sorprendente al fin de la historia. Dentro de esta trama y a través de enrevesadas peripecias, viajes y correrías, va desarrollando "este largo discurso de mi vida, o breve relación de mis trabajos, que para instrucción de la juventud, y no para aprobación de mi vejez, he propuesto manifestar a los ojos del mundo".
La novela ha sido analizada muy frecuentemente como autobiográfica del propio autor. Se ha destacado la visión risueña y desenfadada del autor, hombre de experiencia y conocedor de la limitación humana, aún resaltándose la finalidad didáctica de la obra. De menor carga moralista que otras novelas picarescas coetáneas como, por ejemplo, Guzmán de Alfarache, de Mateo Alemán, basa su interés en gran medida en la constante sucesión de movidas aventuras. Fue muy imitada y parcialmente adaptada en la novela francesa Historia de Gil Blas de Santillana de Lesage, casi un siglo posterior.